# Gouvernement D'Azeglio II
Royaume de Sardaigne
D'Azeglio I Cavour I
Le gouvernement D'Azeglio II (Governo D'Azeglio II, en italien) est le gouvernement du royaume de Sardaigne entre le 21 mai 1852 et le 4 novembre 1852, durant la IVe législature.

## Historique

### Président du conseil des ministres
Massimo d'Azeglio